# Fiat 500C
El Fiat 500C es un automóvil descapotable del segmento A basado en el Fiat 500 comercializado en 2007 y producido por el fabricante italiano Fiat desde el año 2009. 

## En detalle

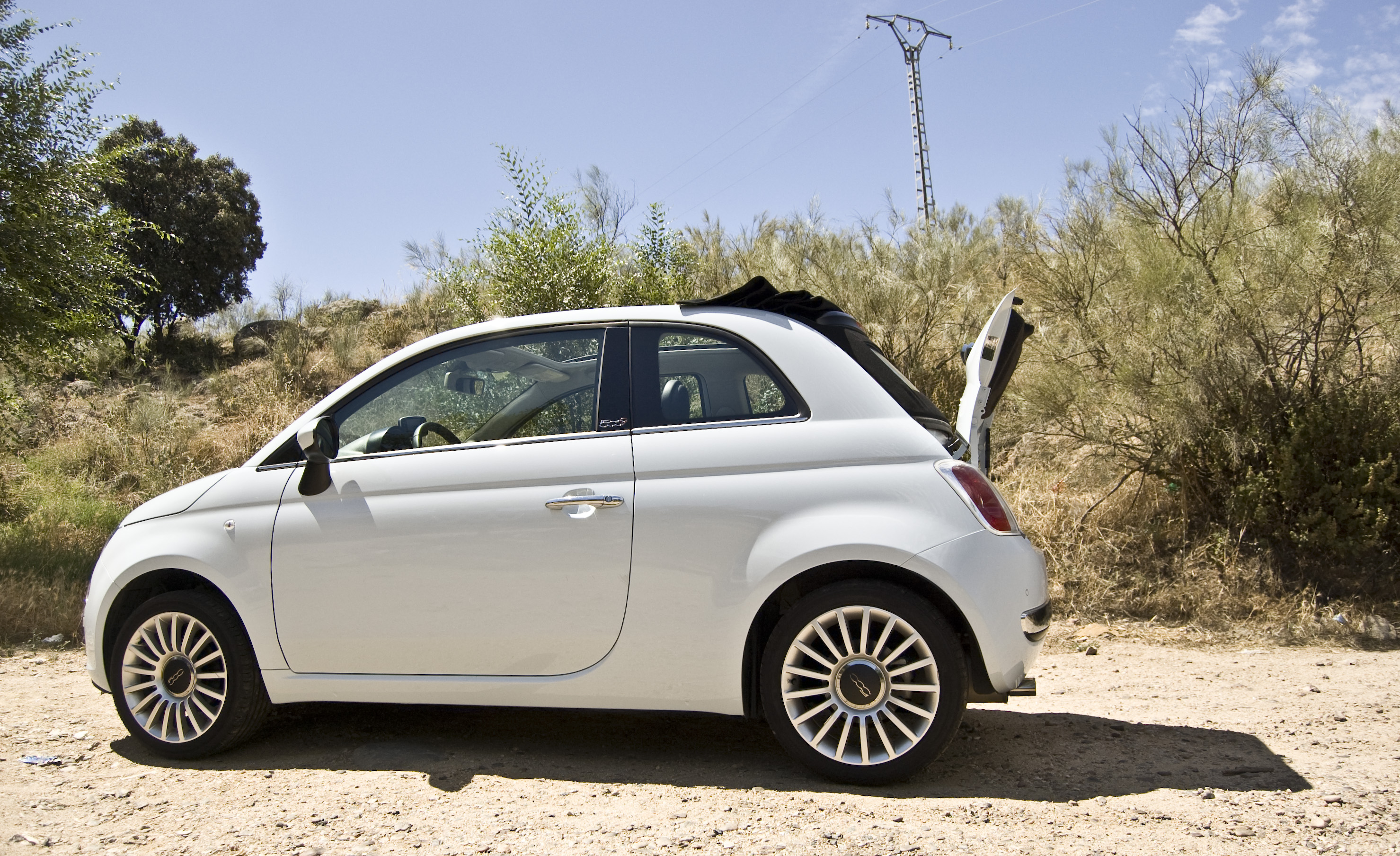
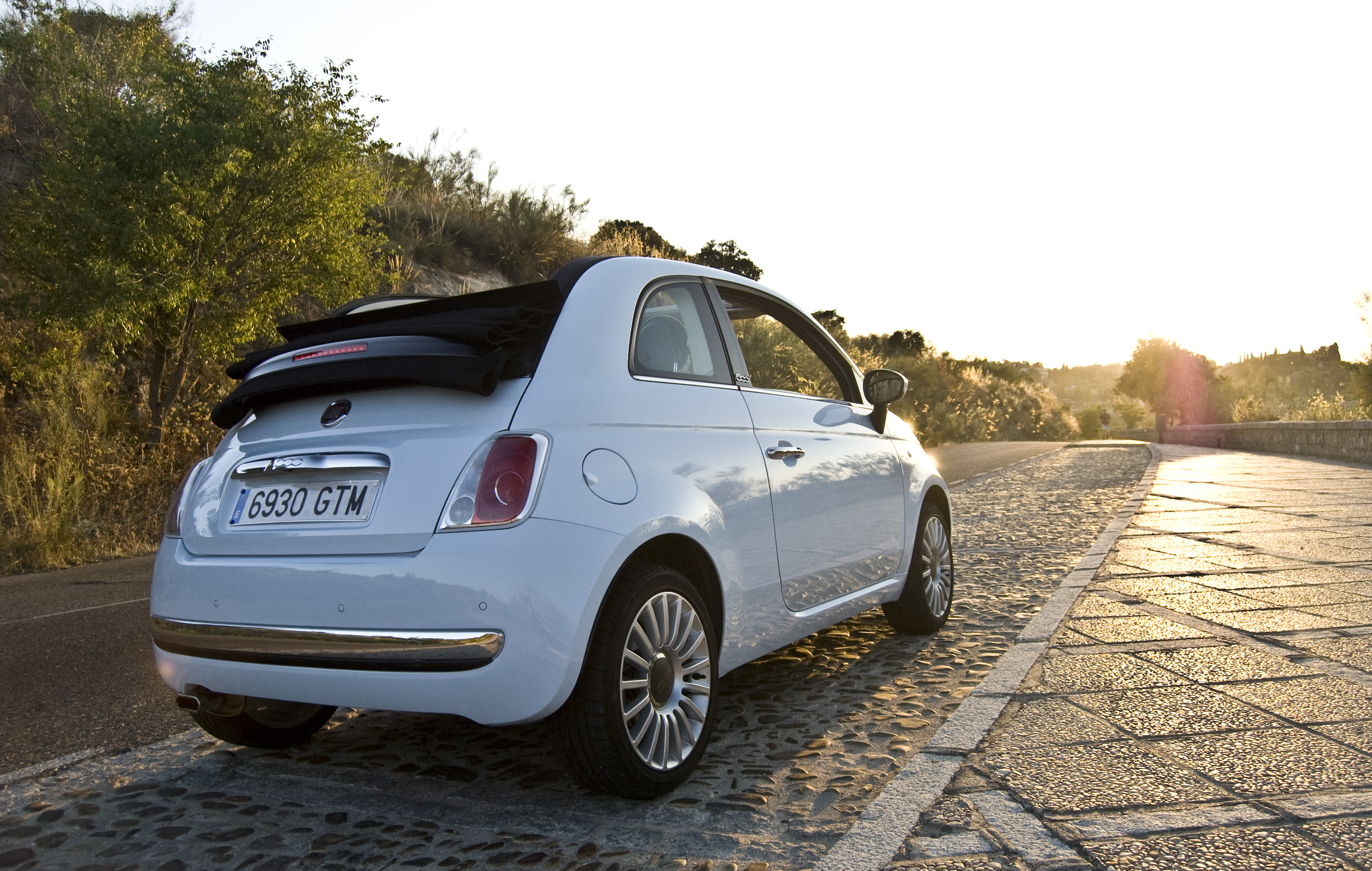
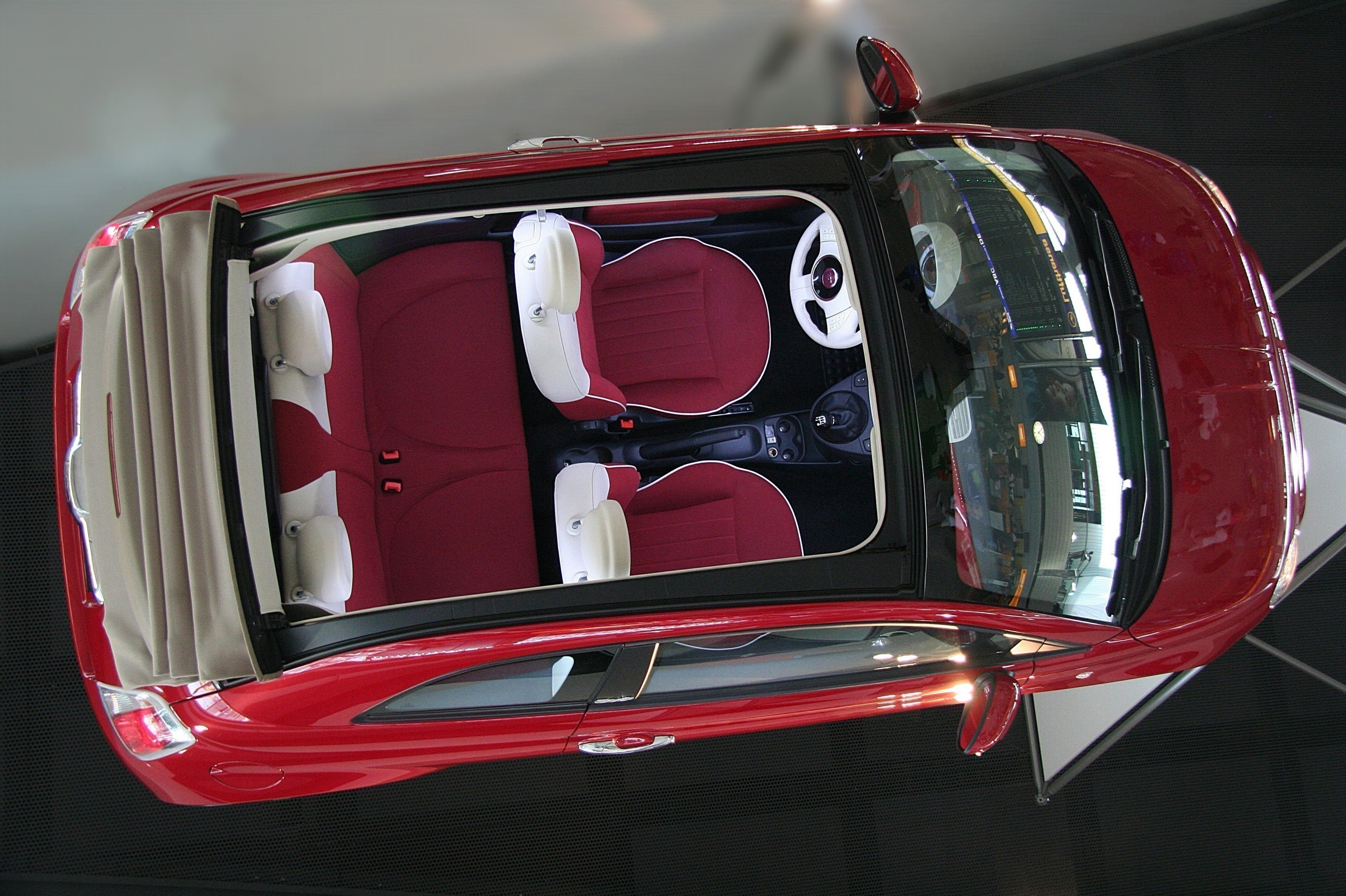
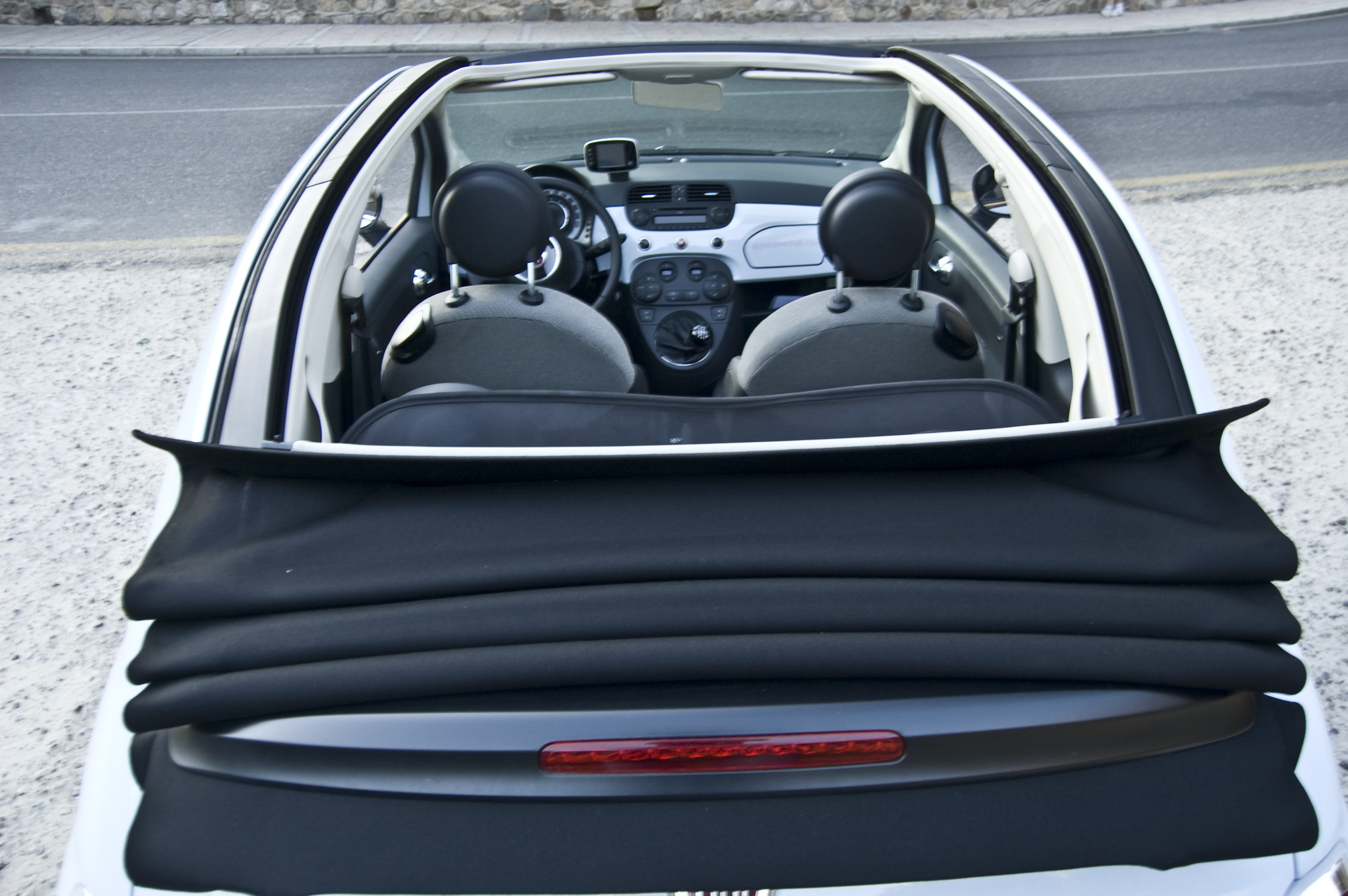
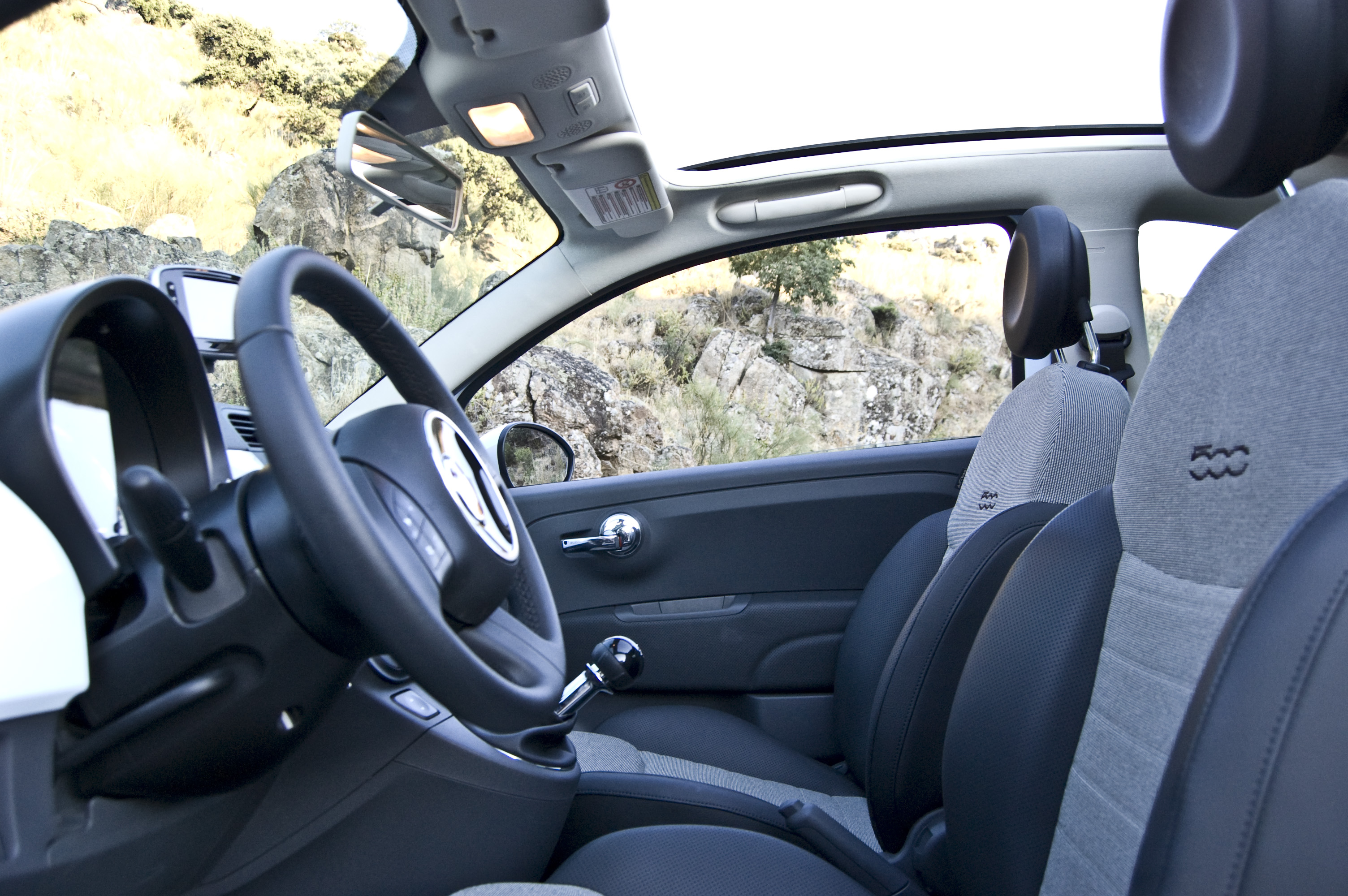
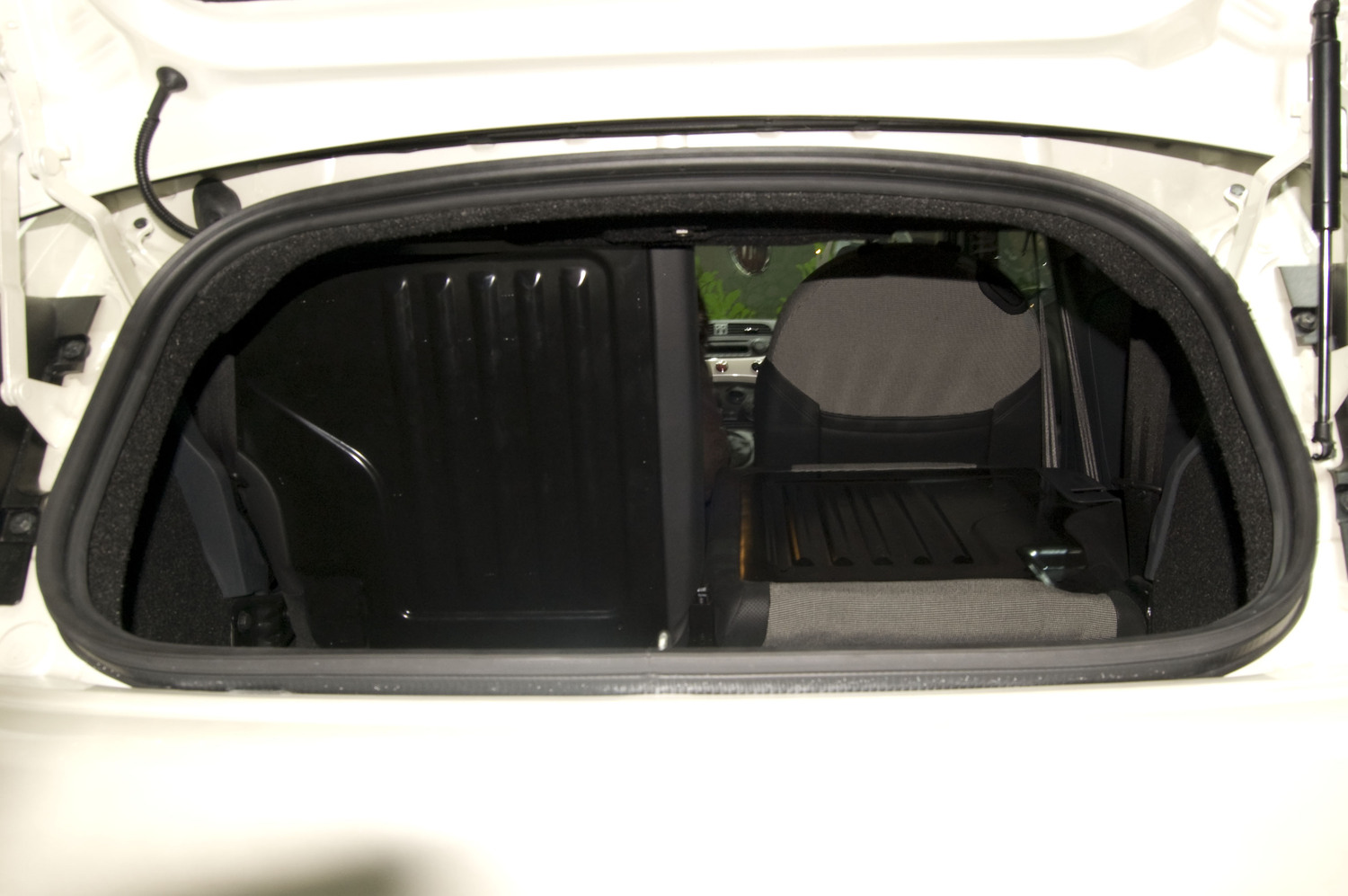

## Fábricas
El Fiat 500C se produce en las siguientes plantas:
- Fiat Tychy
- Chrysler Toluca